# Diamant
El diamant (del grec adámas, que significa "apropiat" o "inalterable") és un mineral, al·lòtrop del carboni en què els àtoms estan configurats en una variació de l'estructura cristal·lina cúbica centrada en les cares anomenada reticle diamantí. El diamant és la segona forma més estable de carboni després del grafit; tanmateix, la velocitat de conversió de diamant en grafit és negligible en condicions ambientals. El diamant és especialment conegut per ser un material amb qualitats físiques excepcionals, moltes de les quals són degudes als forts enllaços covalents que hi ha entre els seus àtoms. En particular, el diamant té la duresa i la conductivitat tèrmica més altes de tots els materials. Aquestes propietats determinen l'ús industrial principal del diamant en eines de tall i de poliment.
Els diamants tenen unes característiques òptiques notables. A causa del seu reticle extremament rígid, només els poden contaminar molt poques impureses, com ara el bor i el nitrogen. En combinació amb la seva gran transparència, això dona com a resultat l'aspecte clar i incolor de la majoria de diamants naturals. Petites quantitats de defectes o impureses (aproximadament una per milió d'àtoms del reticle) acoloreixen el diamant de blau (bor), groc (nitrogen), marró (defectes cristal·lins, verd, lila, rosa, taronja o vermell). El diamant també té una dispersió òptica relativament alta, és a dir, una gran capacitat de dispersar la llum de diferents colors, cosa que dona com a resultat la seva lluïssor característica. Les seves propietats òptiques i mecàniques, juntament amb un màrqueting eficaç, fan que el diamant sigui una gemma popular.
La majoria de diamants naturals es formen a les condicions de pressió i temperatura elevades que es donen a profunditats d'entre 140 i 190 quilòmetres al mantell. Els minerals amb carboni proporcionen la font de carboni, i el creixement es perllonga durant períodes d'entre 1.000 i 3.000 milions d'anys, cosa que correspon a aproximadament un 25% i un 75% de l'edat de la Terra, respectivament. Els diamants són portats a prop de la superfície de la Terra gràcies a erupcions volcàniques profundes, per magma que es refreda en roques ígnies conegudes com a kimberlites i lamproïtes. Els diamants també es poden produir sintèticament en un procés d'alta pressió i temperatura que simula de manera aproximada les condicions al mantell terrestre. Una tècnica de producció alternativa i completament diferent és la deposició química de vapor. Diversos materials no diamants, que inclouen la zircònia cúbica i el carbur de silici i sovint reben el nom de simulants de diamants, s'assemblen als diamants en l'aspecte i en moltes propietats. S'han desenvolupat tècniques gemmològiques especials per distingir els diamants naturals i sintètics i els simulants.

## Etimologia
El nom "diamant" deriva de l'antic grec ἀδάμας (adámas), "apropiat", "inalterable", "intrencable", "indomable", de|ἀ- (a-), "in-" + δαμάω (damáō), "jo domino", "jo domo". Del grec va passar al llatí clàssic amb la forma adamantem i, d'aquest, al llatí vulgar diamantem.

## Classificació
Segons la classificació de Nickel-Strunz el diamant forma part del grup 1.CB.10a (1 per a elements, metalls i aliatges intermetàl·lics, metaloides, no metalls, carburs, silicurs, nitrurs i fosfurs, entre d'altres; C per mateloides i no metalls i B per la família del carboni-silici; 10a correspon a la posició del diamant dins el grup). Comparteix grup amb els següents minerals: chaoïta, grafit, ful·lerita, lonsdaleïta i silici natiu. Segons la classificació de Dana el diamant es troba al grup 1.3.6.1 (1 per elements natius i 3 per semimetalls i no metalls).

## Diagnòstic

### De visu
El diamant pot presentar un ampli rang de colors segons les impureses o defectes en l'estructura cristal·lina; d'aquesta manera, el diamant sol ser transparent, groc, marró o gris. Demanera menys freqüent presenta coloracions blaves, verdes, negres, blanquinoses -translúcides-, rosades, violetes, taronges, liles o vermelles. Presenta també una lluïssor adamantina i, per la seva duresa pot ratllar gairebé qualsevol material -fins i tot altres diamants- tot i que les proves de duresa no són freqüents ja que poden malmetre els diamants. Té una exfoliació octaèdrica perfecta i molt característica. Un altre factor característic és el reu alt índex refractiu i l'elevada dispersió que presenta; tots aquests factors poden ajudar a identificar un diamant de visu.

## Propietats

### Color

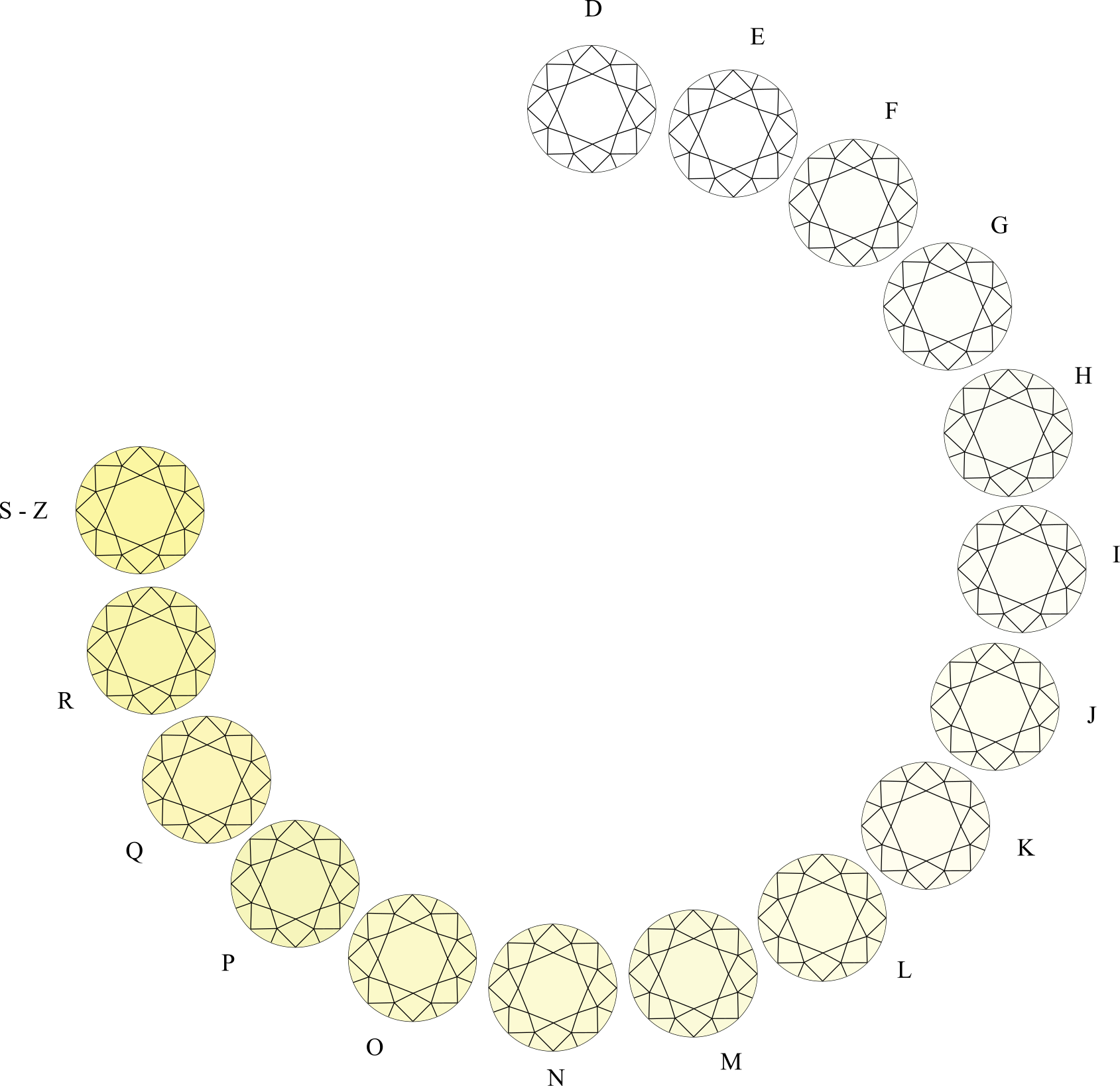
Escala del color dels diamants segons el seu color; les lletres representen el grau de l'Institut Gemmològic d'Amèrica per a cada color.

El diamant té una banda prohibida de 5,5 eV corresponent a la longitud d'ona de l'ultraviolat de 225 nanòmetres. Això significa que el diamant pur transmet la llum visible i per això apareix com a mineral incolor. Els colors en el diamant s'originen per defectes i impureses en l'estructura cristal·lina. La xarxa cristal·lina del diamant és excepcionalment forta i només els àtoms de nitrogen, bor i hidrogen poden introduir-se al diamant durant el seu creixement en quantitats rellevants (fins a percentatges atòmics). Alguns metalls de transició com ara el níquel o el cobalt, els quals són emprats per al desenvolupament de diamants sintètics amb tècniques d'alta pressió i temperatura, s'han detectat en diamants com a àtoms individuals, amb concentracions màximes de 0,01% de níquel i amb quantitats inferiors per al cobalt. Virtualment qualsevol element pot introduir-se a la xarxa cristal·lina del diamant per implantació iònica. El nitrogen és l'impuresa més comuna que es troba en els diamants tipus gemma i és el responsable de generar els colors groc i marró en els cristalls. El bor és responsable del color blau dels cristalls. El color en els diamants pot ser generat per dues fonts més: la primera és per irradiació (normalment partícules alfa), que causa el color verd dels diamants. La segona és la deformació plàstica de la xarxa cristal·lina del diamant, la qual genera tons marronosos i, potser, colors roses i vermells. En ordre ascendent de raresa, els diamants grocs són seguit pels marrons, els incolors, després els blaus, els verds, els negres, roses, taronges, liles i vermells. Els diamants negres o carbonados no són realment negres tot i que contenen nombroses inclusions fosques que produeixen la seva aparença negra. Els diamants que presenten color contenen impureses o defectes estructurals que causen la coloració, mentre que els diamants purs (o propers a la puresa) són transparents i incolors. La majoria d'impureses dels diamants reemplacen els àtoms de carboni de la xarxa cristal·lina aprofitant defectes cristal·lins. El nitrogen, la impuresa més freqüent, produeix un color groc de suau a intens depenent del tipus i de la concentració de nitrogen. L'Institut Gemmològic d'Amèrica classifica els diamants grocs de baixa saturació i els diamants marrons com a diamants dintre del rang de color normal. Els diamants de colores menys freqüents com els blaus, els classifica com a diamants de color luxós (fancy coloured diamonds). Aquests diamants poden assolir elevats preus: l'any 2008 el diamant Wittelsbach de 35,56 quirats (7,112 g) i de color blau, va ser comprat per 24 milions de dòlars dels EUA a la casa de subhastes Christie's. El maig de 2009, un altre diamant blau de 7,03 quirats (1,406 g) va ser comprat per 6,97 milions d'euros.
Un diamant és un cristall transparent de tetraèdric de carboni amb els àtoms disposats en un enreixat format pels enllaços covalents (sp3); presenta una estructura cúbica centrada en les cares.
En efecte, el diamant és una de les formes del carboni elemental; l'altra és el grafit, físicament diferent però químicament idèntic al diamant. Mentre el grafit és un material "tou", el diamant és el mineral més dur que es coneix.p
El diamant és carboni cristal·litzat que usualment té forma cúbica o romboïdal. En general és un mineral transparent que a vegades es presenta combinat amb diferents colors com el blanc groguenc, rosat, verd o blavós, sent més apreciada encara. L'índex de refracció és tan alt que dona tots els matisos de l'arc iris. N'hi ha alguns que, en estar tacats de gris o negre, no serveixen com a pedres precioses, però són utilitzats en la indústria.
Les característiques geològiques de la formació del diamant són molt diverses. Alguns estudiosos coincideixen en afirmar que es va crear a grans profunditats de l'escorça terrestre i a conseqüència de pressions i temperatures molt elevades, superiors generalment als mil graus Celsius. Altres, assenyalen que la cristal·lització dels diamants en la seva matriu de kimberlita (un tipus de roca) és producte de l'acció dels líquids en moviment (sense formar part del magma original), que més tard són lliurats per l'acció glacial i l'erosió i dipositats després en rius, barrancs i terres desgastades.

### Hàbit cristal·lí

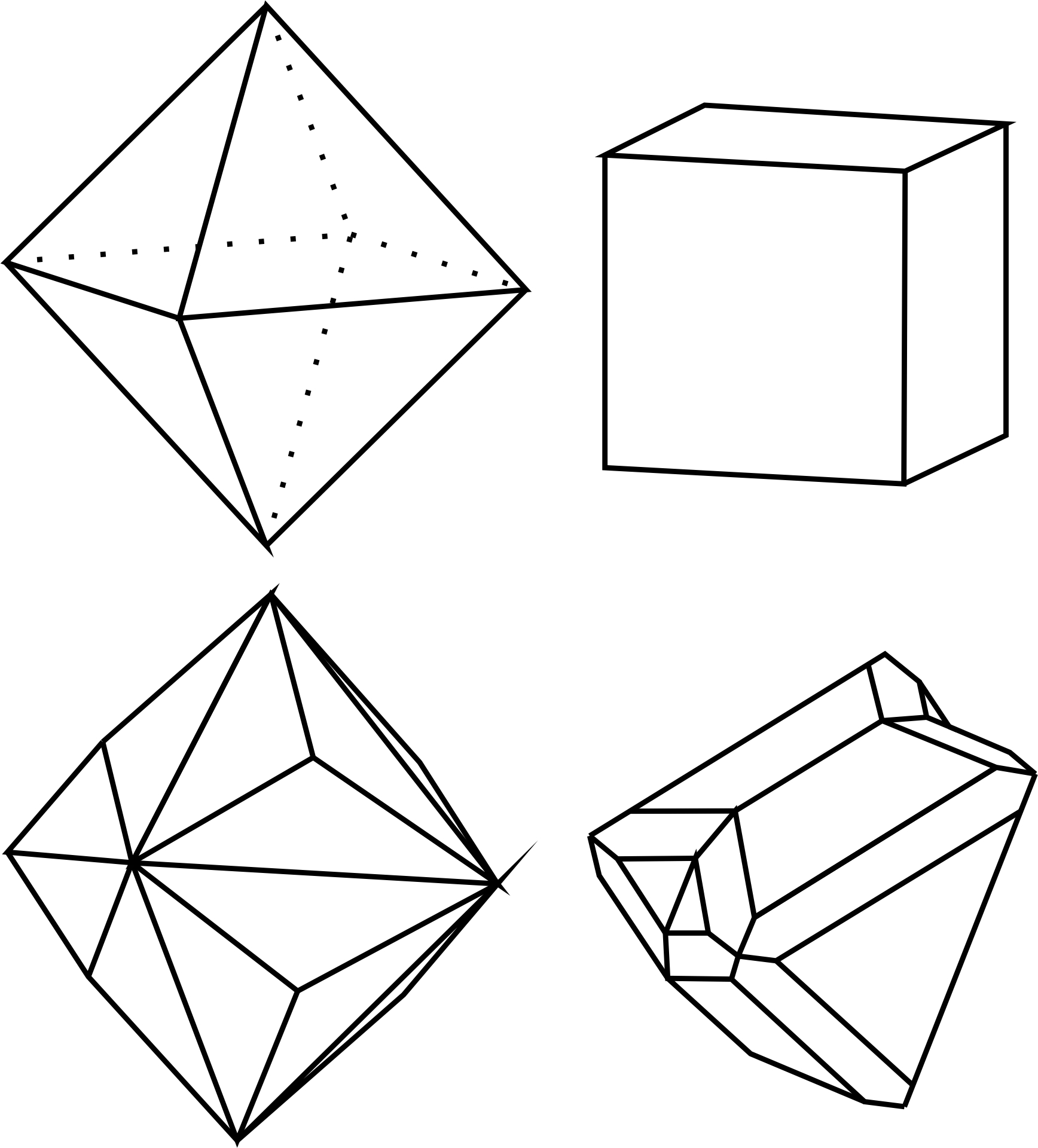
Selecció d'hàbits del diamant

Els diamants es troben més sovint com a octaedres euèdrics o arrodonits i octaedres maclats. Degut a la seva estructura cúbica, poden presentar una sèrie de cares de diferents figures, entre les quals es troben el cub, l'octaedre, el rombicosidodecaedre, l'hexaedre o el dodecaedre. Tot i la disposició cúbica dels àtoms, els diamants amb hàbit cúbic no són gaire freqüents. A vegades els cristalls presenten unes estructures anomenades trigons; aquestes es formen per creixements complexos de diferents capes o per irregularitats en l'estructura.

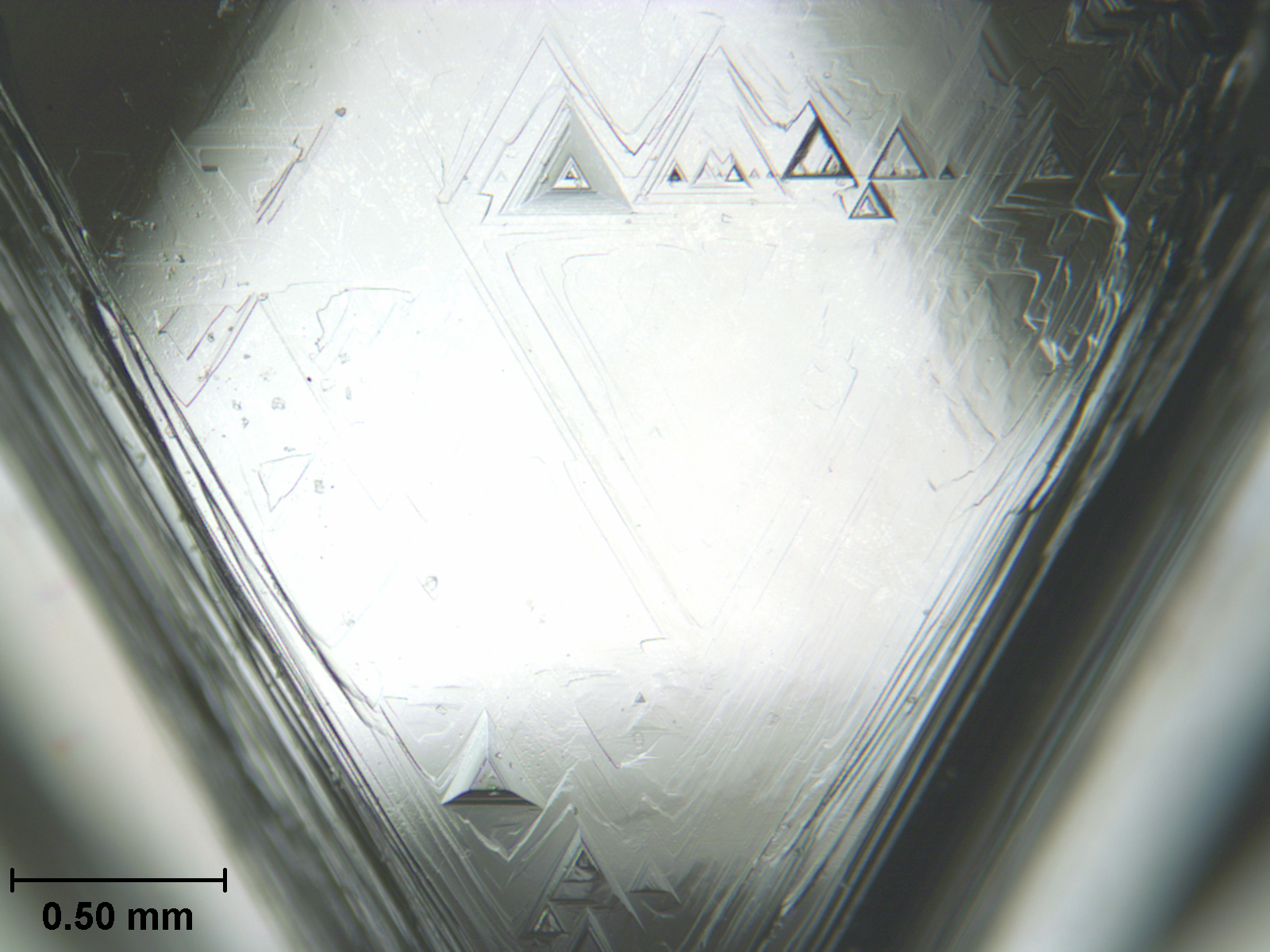
Cara d'un diamant en brut amb trigons a la seva superfície formats per processos naturals.

Els cristalls maclats no són infreqüents i la combinació de macles i exfoliació sol donar lloc a cristalls triangulars. És possible trobar cristalls amb cares curvades i fins i tot, en alguns casos, amb cares arrodonides. També és possible observar hàbits en forma d'esfera, constituïts per aglomeració de cristalls disposats de manera radial. El diamant també forma hàbits fibrosos, policristal·lins, massius i cristalls distorsionats. Hi ha hagut diversos intents de classificar els diamants en grups amb nomenclatures variades segons el seu hàbit però sense uns crtiteris àmpliament acceptats.

### Duresa
El diamant és el material natural conegut més dur en les escales de Vickers i Mohs. La duresa del diamant és coneguda des de temps antics, i d'aquí en deriva el seu nom.
La duresa del diamant depén de la seva puresa, orientació i perfecció cristal·lina: la duresa és més alta per cristalls purs i orientats en {111} (al llarg de la diagonal més llarga de l'enreixat del diamant cúbic).
Per tant, mentre que és possible de ratllar alguns diamants amb altres materials, com nitrur de bor, els diamants més durs només poden ser ratllats per altres diamants i àrids nanocristal·lins de diamant.
La duresa de diamant contribueix a la seva conveniència com a pedra preciosa emprada en joieria. Com que només pot ser ratllat per altres diamants, sol mantenir la seva brillantor.
Els diamants naturals més durs, majoritàriament provenen dels camps de l'àrea d'Anglaterra, Nova Gal·les Del sud i Austràlia. Aquests diamants són generalment petits, idiomòrfics i octaèdrics. La seva duresa és associada amb la forma de creixement del cristall, el qual sol ser un creixement cristal·lí d'una sola etapa. Altres diamants mostren evidències d'etapes de creixement múltiples, els quals produeixen inclusions, i altres defectes en l'enreixat cristal·lí, que poden afectar la duresa. És possible de tractar diamants regulars sota una combinació de pressions i temperatures altes per a produir diamants més durs que els originals.

### Propietats termodinàmiques
Les condicions de pressió i temperatura d’equilibri per a la transició entre el grafit i el diamant estan ben establertes teòricament i experimental. La pressió canvia linealment entre 1,7 GPa a 0 K i 12 GPa a 5.000 K (el punt triple). No obstant això, les fases tenen una àmplia regió sobre aquesta línia on poden conviure. A temperatura i pressió normals, 20 °C (293 K) i 1 atmosfera (0,10 MPa), la fase estable del carboni és el grafit, però el diamant és metaestable i la seva taxa de conversió a grafit és insignificant. Malgrat això, a temperatures superiors als 4.500 K, el diamant es converteix ràpidament en grafit; conversió que requereix pressions molt per sobre de la línia d’equilibri: a 2000 K, es necessita una pressió de 35 GPa.
Per sobre del punt triple, el punt de fusió del diamant augmenta lentament a mesura que augmenta la pressió; però a pressions de centenars de GPa, disminueix. A altes pressions, el silici i el germani tenen una estructura cristal·lina cúbica centrada BC8 i se suposa una estructura similar per al carboni a altes pressions: a 0 K, es preveu que la transició es produirà a 1100 GPa.
Els resultats de la investigació publicats en un article a la revista científica Nature l'any 2010 suggereixen que a pressions i temperatures ultra altes (aproximadament 10 milions d’atmosferes o 1 TPa i 50.000 °C) el diamant es comporta com un fluid metàl·lic. Les condicions extremes necessàries per a què això es produeixi són presents als gegants gasosos de Neptú i Urà. Tots dos planetes estan formats per aproximadament un 10% de carboni i, hipotèticament, podrien contenir oceans de carboni líquid. Atès que grans quantitats de fluid metàl·lic poden afectar el camp magnètic, això podria servir d'explicació de per què els pols geogràfics i magnètics dels dos planetes no estan alineats.

### Resistència de pressió
En estudis realitzats, s'ha comprovat que els diamants poden soportar elevades pressions de fins a 600 gigapascals (6 milions d'atmosferes).

### Conductivitat elèctrica
Alguns diamants blaus són semiconductors naturals, al contrari del que pasa amb la majoria de diamants, els quals són aïllants elèctrics excel·lents. La conductivitat i el color blau s'originen per la presència d'impureses de bor. Els àtoms de bor se substitueixen per àtoms de carboni en l'enreixat de diamant, generant un desequilibri de càrregues.

### Propietats de superfície
Els diamants són lipofíl·lics i hidròfobs per naturalesa; això vol dir que la superfície del diamant no pot ser humitejada per l'aigua però si per l'oli o altres lípids. Aquesta propietat pot ser utilitzada per a extreure els diamants emprant oli quan es fabriquen diamants sintètics. De totes maneres, quan les superfícies dels diamants són modificades químicament amb certs ions poden esdevenir tant hidrofíl·lics que poden estabilitzar múltiples capes de gel a la temperatura corporal (de l'ésser humà).
La superfície dels diamants es troba parcialment oxidada. La superfície oxidada pot ser reduïda per tractaments de calor sota un flux d'hidrogen. Aquests tractaments eliminen parcialment els grups funcionals que contenen oxigen. Els diamants (sp3C) són inestables en altes temperatures (per sobre dels 400 °C) sota pressions atmosfèriques. L'estructura canvia gradualment fins a sp²C per sobre d'aquestes temperatures.

## Història del diamant
El nom "diamant" deriva de l'antic grec ἀδάμας (adámas), "apropiat", "inalterable", "intrencable", "indomat", de|ἀ- (a-), "in-" + δαμάω (damáō), "jo domino", "jo domo". Tanmateix, es creu que els diamants foren reconeguts i minats per primera vegada a l'Índia, on fa molts segles es podien trobar importants dipòsits al·luvials d'aquesta gemma al llarg dels rius Penner, Krishna i Godavari. Els diamants han estat coneguts a l'Índia des de fa com a mínim 3.000 anys, però més probablement 6.000 anys.
Des de fa milers d'anys, el diamant ha figurat entre les pedres precioses preferides per l'home. Foren les civilitzacions orientals les primeres a conèixer aquesta gemma. L'Índia (el primer i més extens productor) donà al món els més preciosos diamants, com el Ko-i-nor (que traduït significa una cosa així com "muntanya de llum") que pesava, en brut, 78,5 quirats. El quirat és la unitat de pes usada en pedres precioses i equival a 205 mil·ligrams.
El nom del diamant prové del grec adamas o adamantem, que significa "l'invencible". En efecte, s'ha usat amb freqüència per a simbolitzar l'etern i l'infinit. Antigament li conferien tota classe de poders estranys.
El diamant arribà a Europa molt possiblement en el tercer segle abans de la nostra era, potser a conseqüència de l'aparició de l'imperi d'Alexandre Magne, que propicià un vigorós intercanvi entre els ports del Mar Roig i els de la Costa de Malabar, a l'Índia.

## Formació i processos d'emergència
La formació dels diamants naturals requereix unes condicions molt específiques: l'exposició de materials amb carboni a una pressió elevada, d'entre aproximadament 45 i 60 quilobars, però a una temperatura relativament baixa d'entre aproximadament 900 i 1.300 °C). Aquestes condicions es donen a dos punts de la Terra: al mantell litosfèric a sota de plaques continentals i al punt d'impacte d'un meteorit.

### Formació al mantell

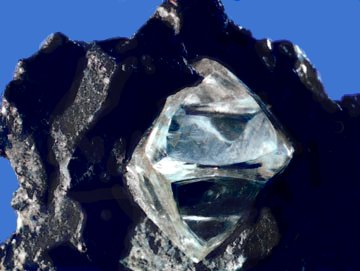
La forma octaèdrica lleugerament deformada d'aquest cristall de diamant bast en una matriu és típica del mineral. Les seves cares lluents també indiquen que aquest cristall prové d'un dipòsit primari.

### Emergència

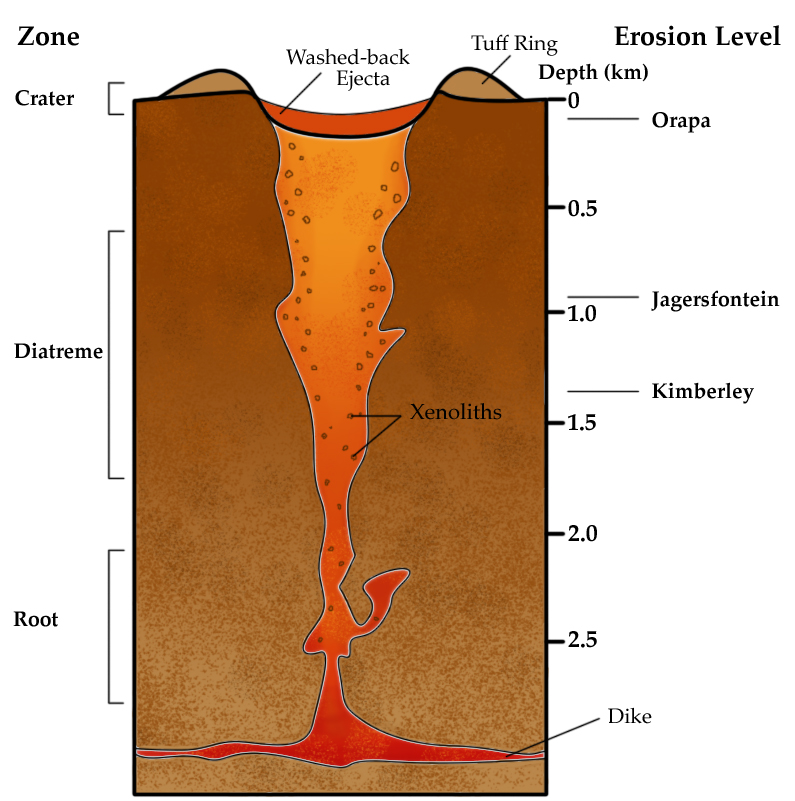
Diagrama esquemàtic d'una xemeneia volcànica.

### Comerç i economia

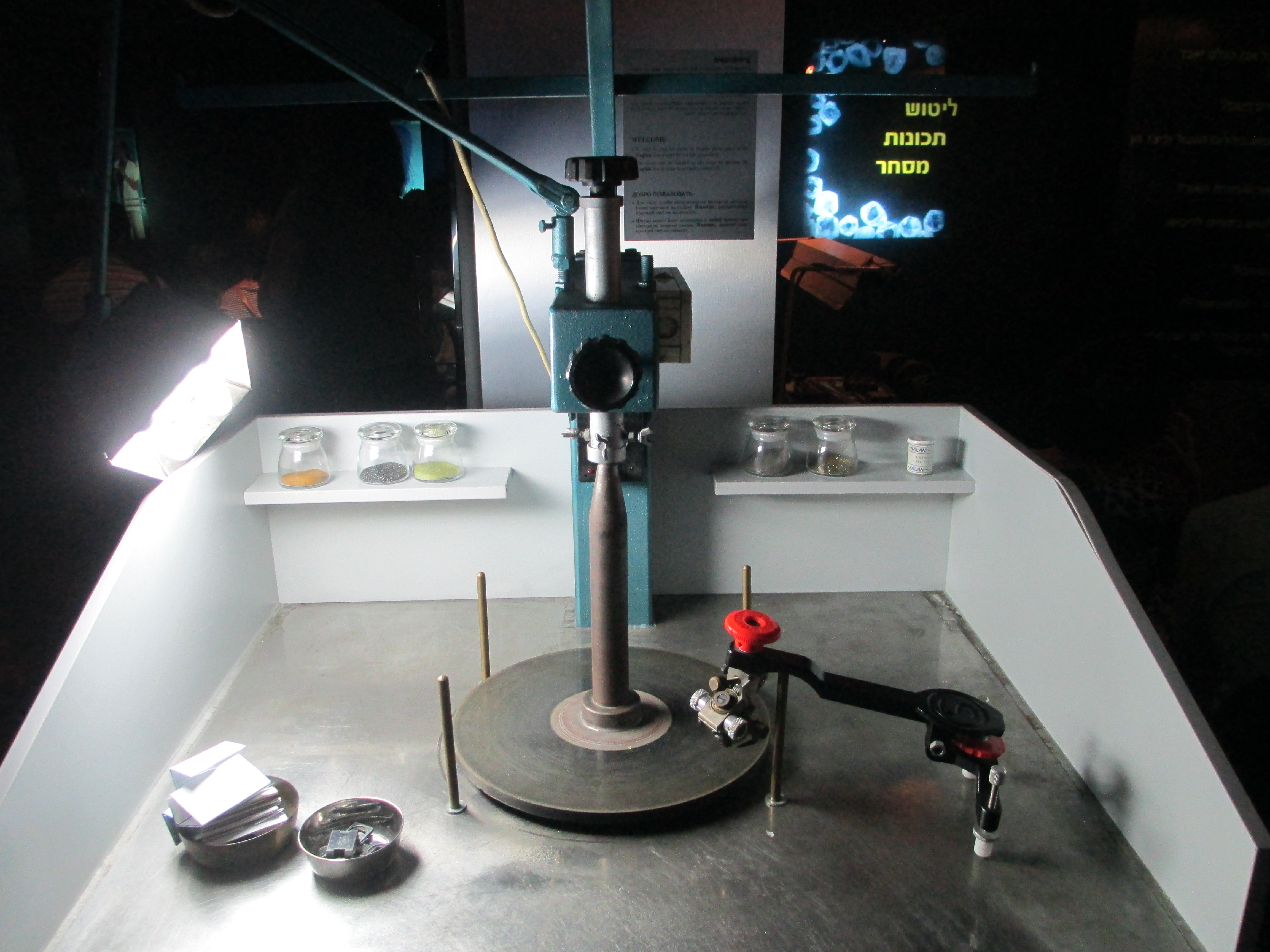
Polidora de diamants

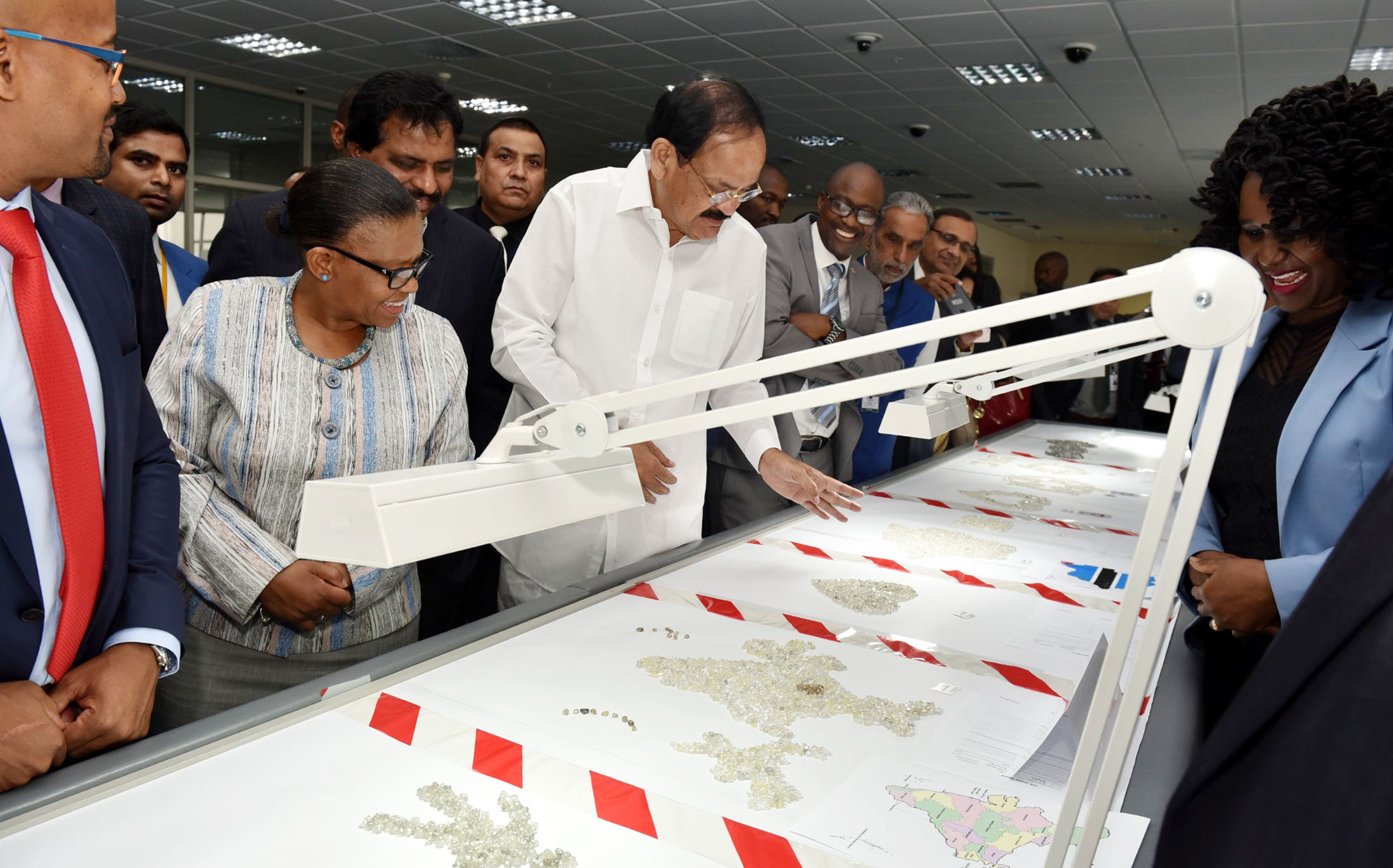
El vicepresident de l'Índia, Venkaiah Naidu, observa els diamants durant una visita a la Diamond Trading Company Botswana a Gaborone.

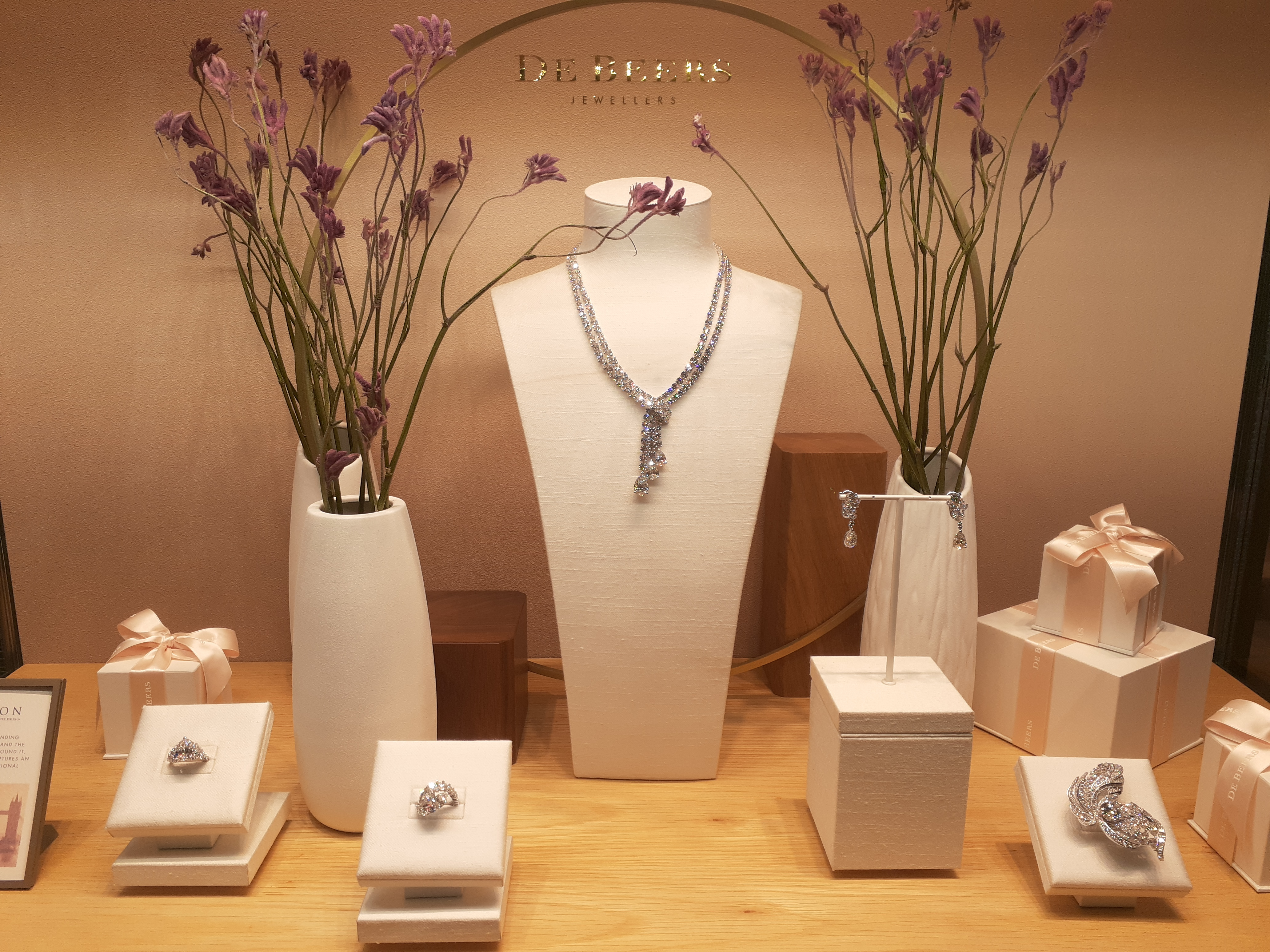
Diamants incrustats en joies en una botiga de De Beers a Hong Kong.

## Ús industrial

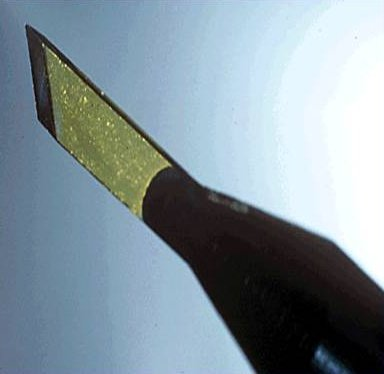
Bisturí amb fulla de diamants sintètics.

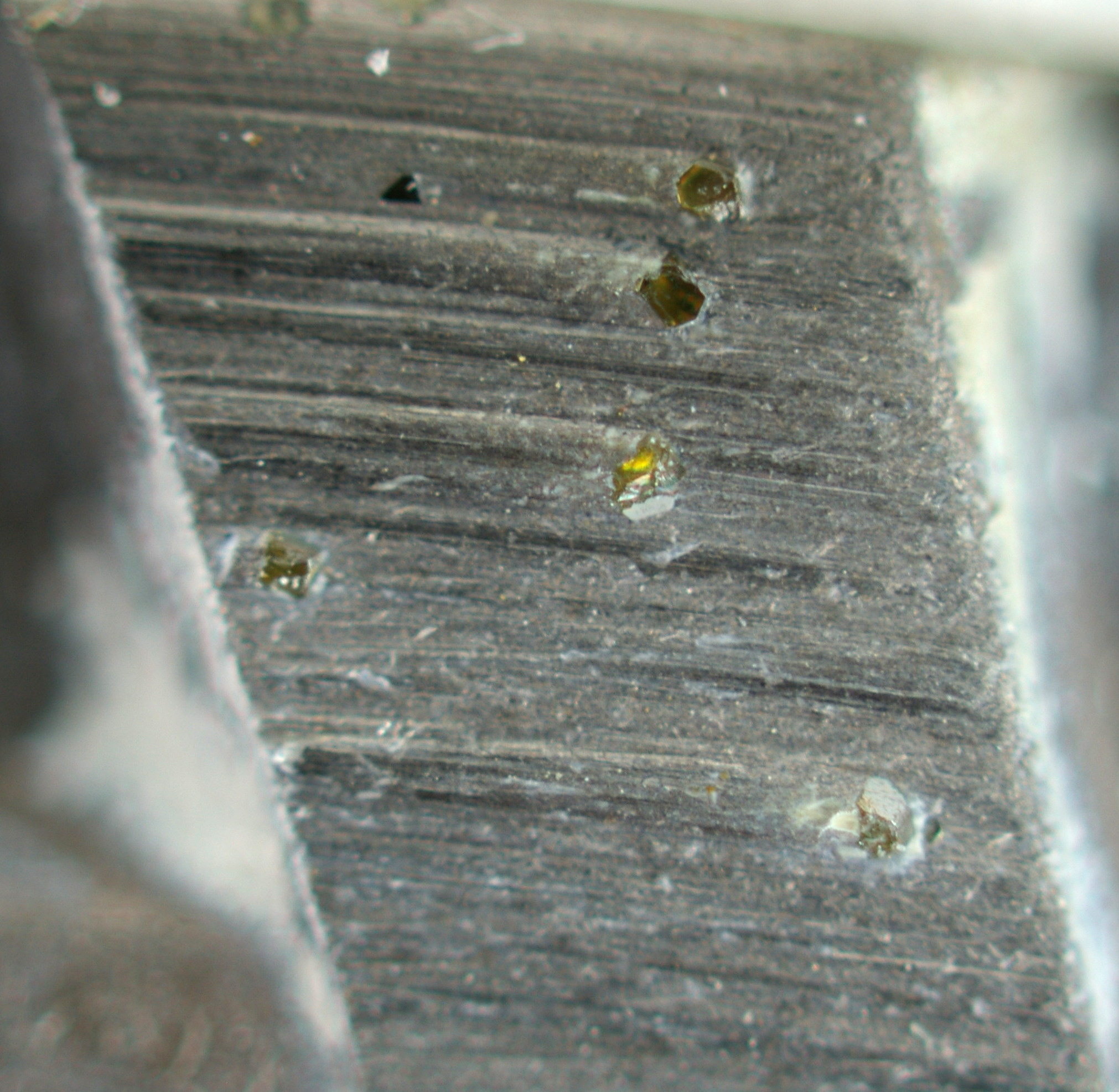
Fotografia amb augment d'una fulla de diamants (vegeu els diamants petits que té incrustats al metall).

## Procés d'obtenció i tractaments

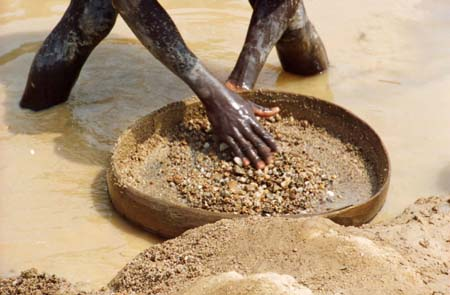
Extracció i rentat

Diferents maneres de tallar els diamants